# Sebastian Rehnman
Uno Sebastian Gottfrid Rehnman, född 27 september 1969, är en svensk filosof.

## Biografi
Rehnman blev 1993 filosofie kandidat och 1995 filosofie licentiat vid Göteborgs universitet. År 1997 blev han Doctor of Philosophy vid University of Oxford och 2002 docent vid Uppsala universitet. Han är sedan 2006 professor i filosofi vid universitetet i Stavanger, och adjungerad professor i religionsfilosofi på VID vitenskapelige høgskole i Oslo.
Han är godkänd filosofisk praktiker i Norsk selskap for filosofisk praksis(no) och i Svenska sällskapet för filosofisk praxis, och driver Dialogikos samtalspraktik för existentiella och etiska frågor.